# Pieczęć stanowa Oregonu

Pieczęć stanowa Oregonu

1859 rok jest datą przyjęcia Oregonu do Unii. Bielik amerykański jest symbolem opieki, a 33 gwiazdy oznaczają, że był to 33 stan Unii. W herbie widnieje słońce zachodzące nad Oceanem Spokojnym, na którym widać dwa statki - odpływający angielski i przypływający amerykański. Wóz na lądzie symbolizuje pierwszych osadników. Snop zboża i pług symbolizują rolnictwo, a kilof górnictwo.